# Clock Tower Building
El Clock Tower Building  es un edificio histórico ubicado en Nueva York, Nueva York. El edificio se encuentra inscrito como un Hito Histórico de Nueva York en la Comisión para la Preservación de Monumentos Históricos de Nueva York al igual que en el Registro Nacional de Lugares Históricos desde el 28 de junio de 1982.  

## Ubicación

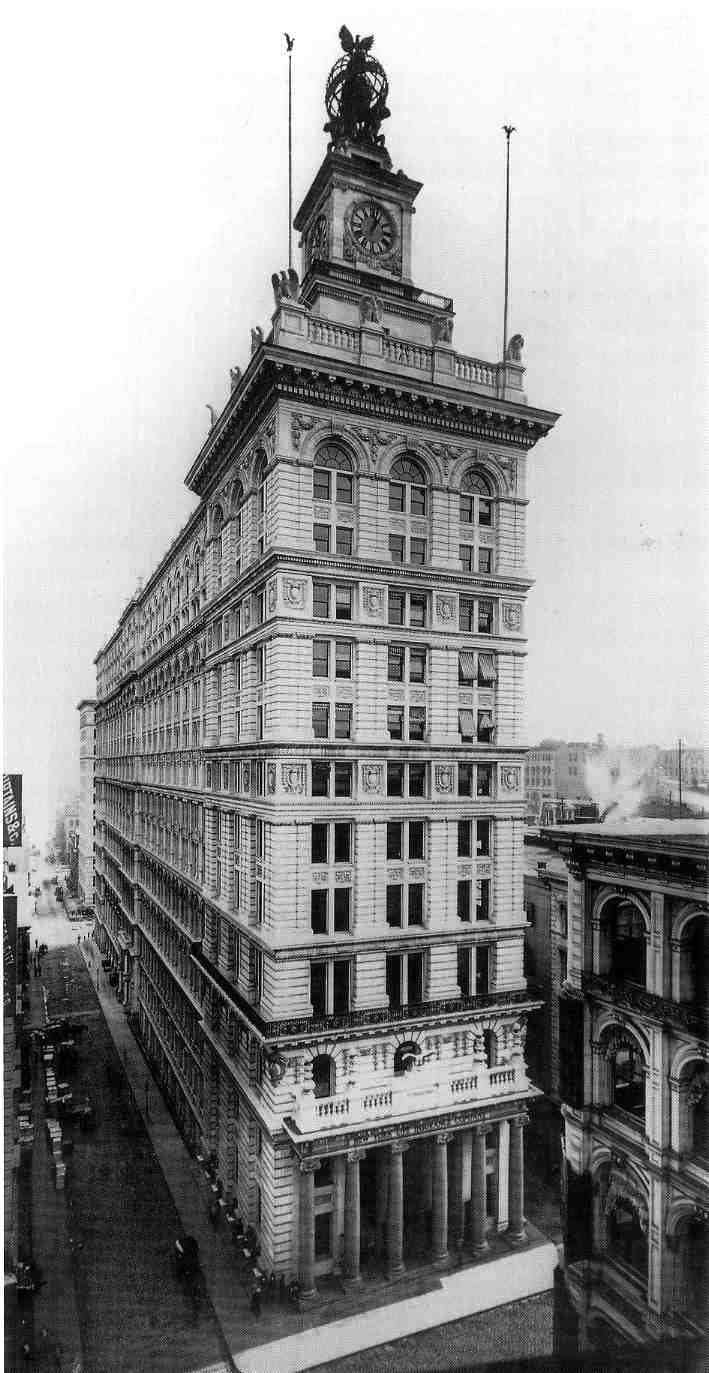
El edificio después de la ampliación y reforma de Hatch y McKim, Mead & White

El edificio de la Antigua New York Life Insurance Company se encuentra dentro del condado de Nueva York en las coordenadas 40°42′58″N 74°00′13″O / 40.716111, -74.003611.